# عیسی‌باغ
عیسی‌باغ، روستایی در دهستان ساریگل بخش بام شهرستان بام و صفی‌آباد در استان خراسان شمالی ایران است.

## جغرافیای روستا

### موقعیت و تاریخچه

#### وجه تسمیه
در مورد وجه تسمیه این روستا اطلاعات دقیقی وجود ندارد.

##### تاریخچه روستا
از زمان پیدایش این روستا اطلاعات زیادی وجود ندارد

## آب و هوای روستا
آب و هوای روستا مرطوب با تابستان‌های گرم و زمستان‌های سرد و نسبتاً مرطوب است. درجه حرارت هوا در گرمترین موقع سال در ماه‌های مرداد (برج اسد) و شهریور (برج سنبله) تا ۳۵درجه سانتیگراد می‌رسد و بارش باران به صورت پراکنده از ماه اردیبهشت (برج ثور) تا دی ماه (برج جدی) است.

## پوشش گیاهی روستا
پوشش گیاهی این روستا رامی توان با توجه به موقعیت جغرافیایی آن به دو قسمت کوهستانی و دشتی طبقه‌بندی کرد:

### پوشش گیاهی بخش کوهستانی
به غیر از درختان ارس که در بلندی‌های شاه جهان، و کوه شاه حسن و به‌طور پراکنده قابل مشاهده می‌باشد، اغلب از درختان پسته، انار، زبان گنجشک، زرشک، ارغوان و انجیر وحشی، بومادران، استاقدوس، قسنی، کتیرا، گون و غیره… تشکیل شده‌است.

#### پوشش گیاهی بخش دشتی
این بخش به دلیل قرار گرفتن در شرایط آب و هوایی گرم و داشتن زمین‌های رسی دارای گیاهانی چون پیاز کوهی، درمنه، خارشتر، بارهنگ، اسپند، قارچ، پونه، تلخه، تشکیل می‌دهد.

## محیط زیست وزندگی جانورشناسی روستا
حیوانات :
از مهم‌ترین حیوانات که در روستا شناسایی شده می‌توان به روباه، گرگ، خوک، جوجه تیغی ،آهو، موش، کبک اشاره کرد.

## محصولات روستا
از مهم‌ترین محصولات این روستا می‌توان به 'بادام - گردو – انگور – زردآلو - هلو اشاره کرد.

## مردمشناسی

### جمعیت
بر پایه سرشماری عمومی نفوس و مسکن در سال ۱۳۹۵، جمعیت این روستا برابر با ۴۵ نفر (۲۲ خانوار) بوده‌است.

### نژاد و زبان مردم روستا
مردم این روستا از نژاد ترک و تیره بغایری هستند. که در زمان حمله هولاکوخان به ایران از منطقه قراقوم ترکمنستان به این منطقه کوچ داده شدند و زبان آن‌ها ترکی است.

## دین، مذهب و عقاید
مسلمانان ۸۰٪ و مسیحی ۲۰٪جمعیت روستا را تشکیل می‌دهند که مذهب مسمانان آن‌ها شیعه دوازده امامی است.

## غذاهای محلی روستا
شیر برنج: این غذا با شیر و برنج درست می‌شودوهنگام خوردن نیز روی آن شکر یا شیره انگور ریخته می‌شود.
آش بلند: رشته (خوشتلی) همراه با ادویه و پیاز مواد تشکیل دهنده این نوع آش است وروی آن قاتق نیز ریخته می‌شود.
آش علفی (بالشتی): روش پخت این آش بدین صورت است که داخل خمیر ورقه شده علف صحرایی (با نام آجار) قرار می‌دهند و در آب می‌جوشانند پس از پختن وهنگام استفاده، قاتق به آن اضافه می‌شود. این غذا جایگاه ویژه‌ای در سبد غذایی بهمن‌آبادی‌ها دارد.
رشته پلو: هنگامی که برنج را می‌جوشانند در ثانیه‌های آخر، رشته (خوشتلی) را به آن اضافه می‌کنند. پس از دم کشیدن روغن محلی داغ شده را به آن اضافه می‌کنند.
آبگوشت: این غذا البته چندان تفاوتی با مشابه خود دردیگر جاها ندارد، فقط نکته قابل توجه این که آنچه از این نوع در هیئت حسینی هنگام عزاداری اباعبدالله پخت می‌شود بسیار خوشمزه‌است.

## مشاغل
مشاغل عمده روستا شامل: زراعت، باغداری، دامداری و کارگری است.